# Тури (Кременецький район)
Ту́ри — село в Україні, у Великодедеркальській сільській громаді Кременецького району Тернопільської області. До 2020 року підпорядковане Великозагайцівській сільській раді. Розташоване на сході району. 
Населення — 48 осіб (2007).

## Історія
Перша писемна згадка — 1538 як Туриновичі.
Є церква (1998). 
Відновлене як село у 1990 р. 
12 червня 2020 року, відповідно до розпорядження Кабінету Міністрів України № 724-р «Про визначення адміністративних центрів та затвердження територій територіальних громад Тернопільської області» увійшло до складу Великодедеркальської сільської громади.
19 липня 2020 року, в результаті адміністративно-територіальної реформи та ліквідації Шумського району, село увійшло до складу Кременецького району.

## Галерея

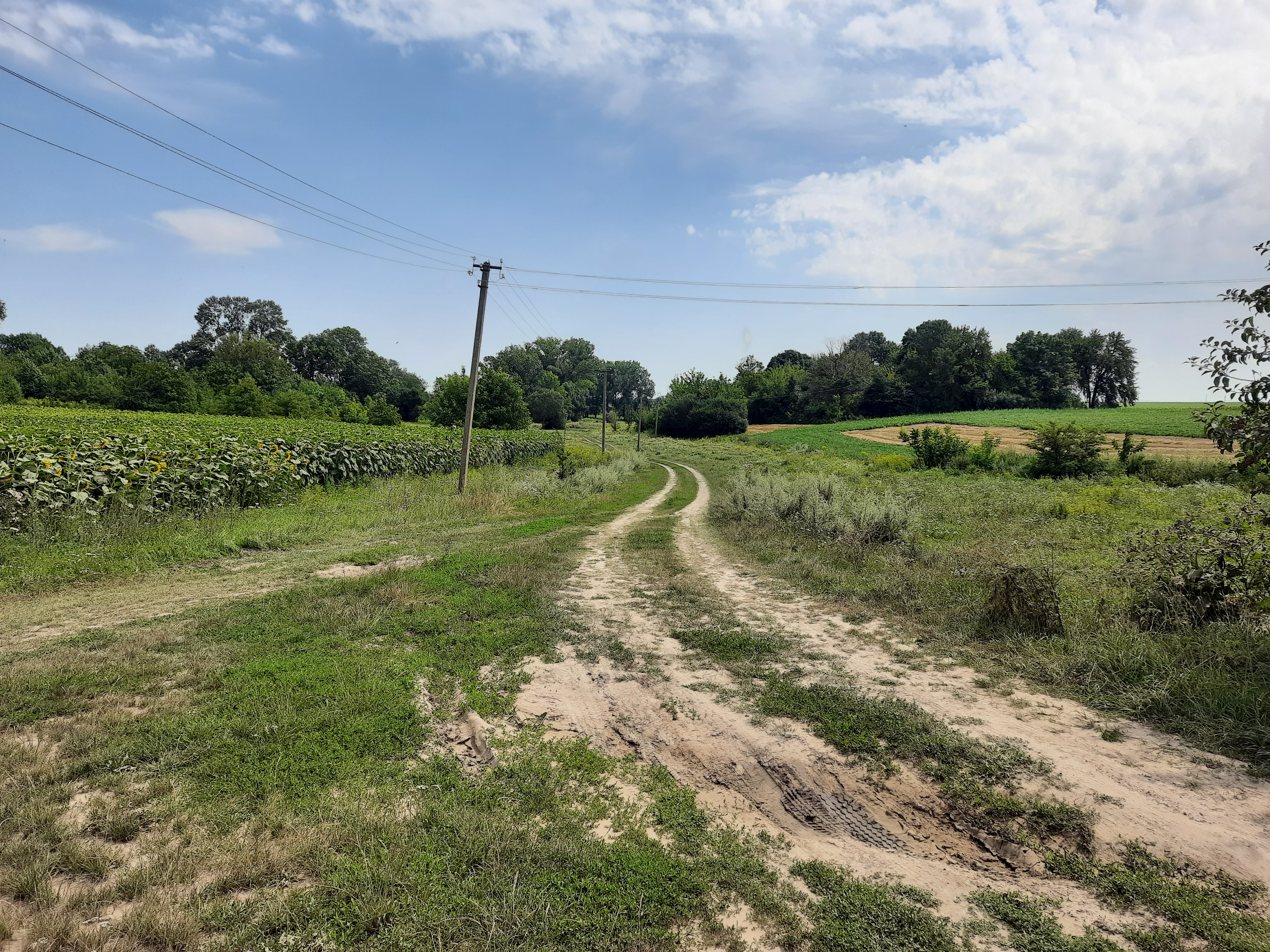
Дорога в село
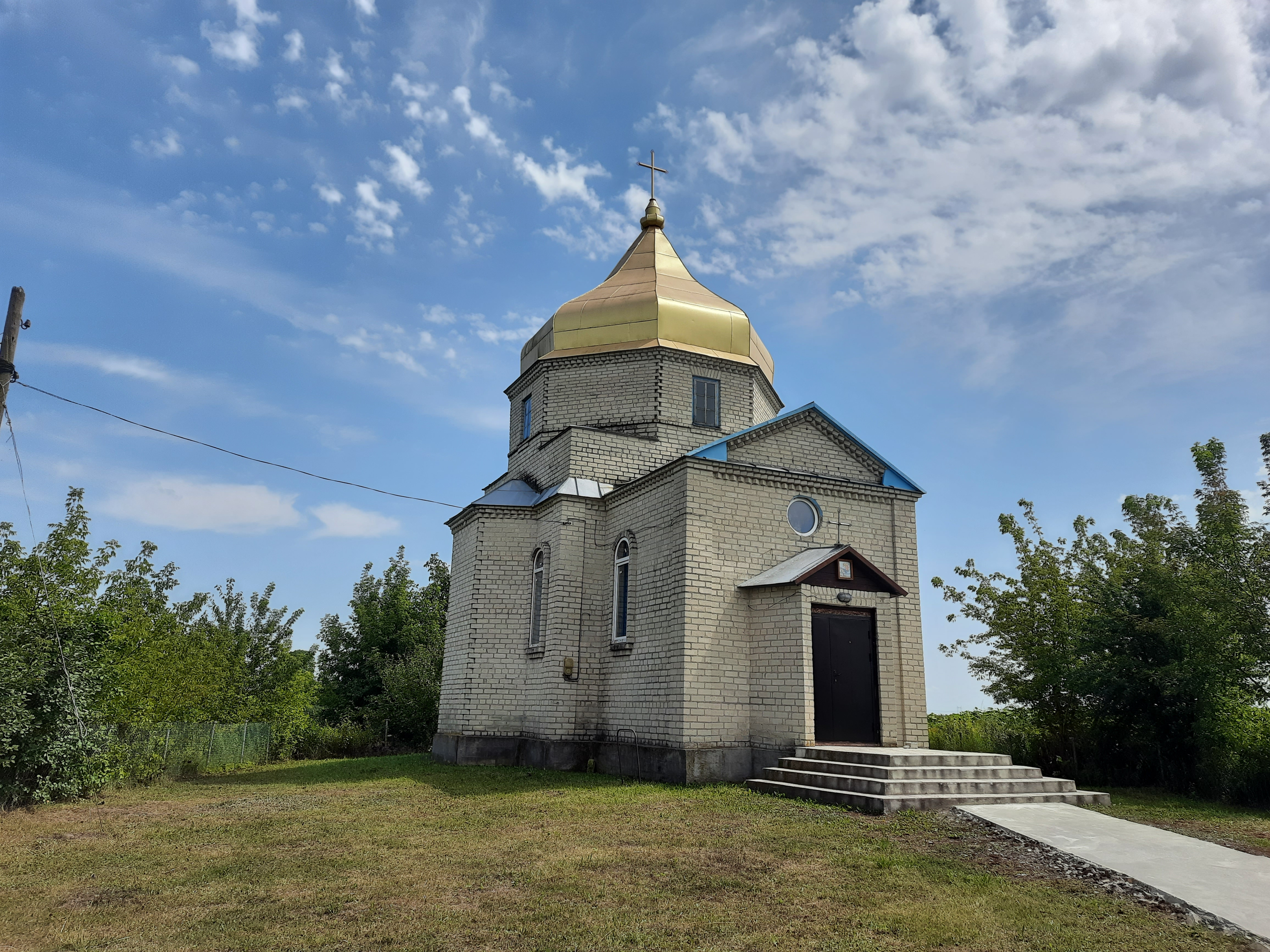
Сільська церква
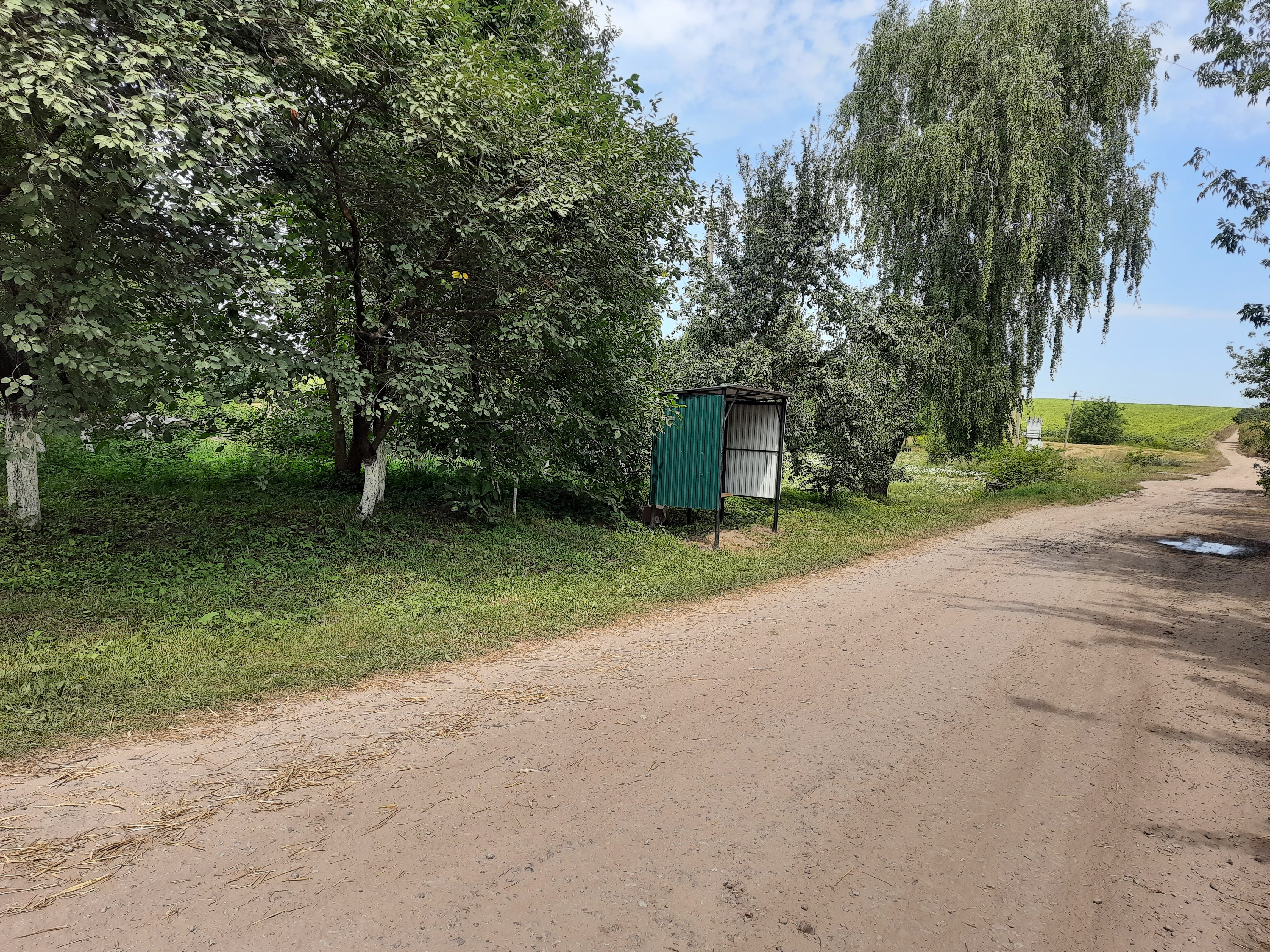
Автобусна зупинка
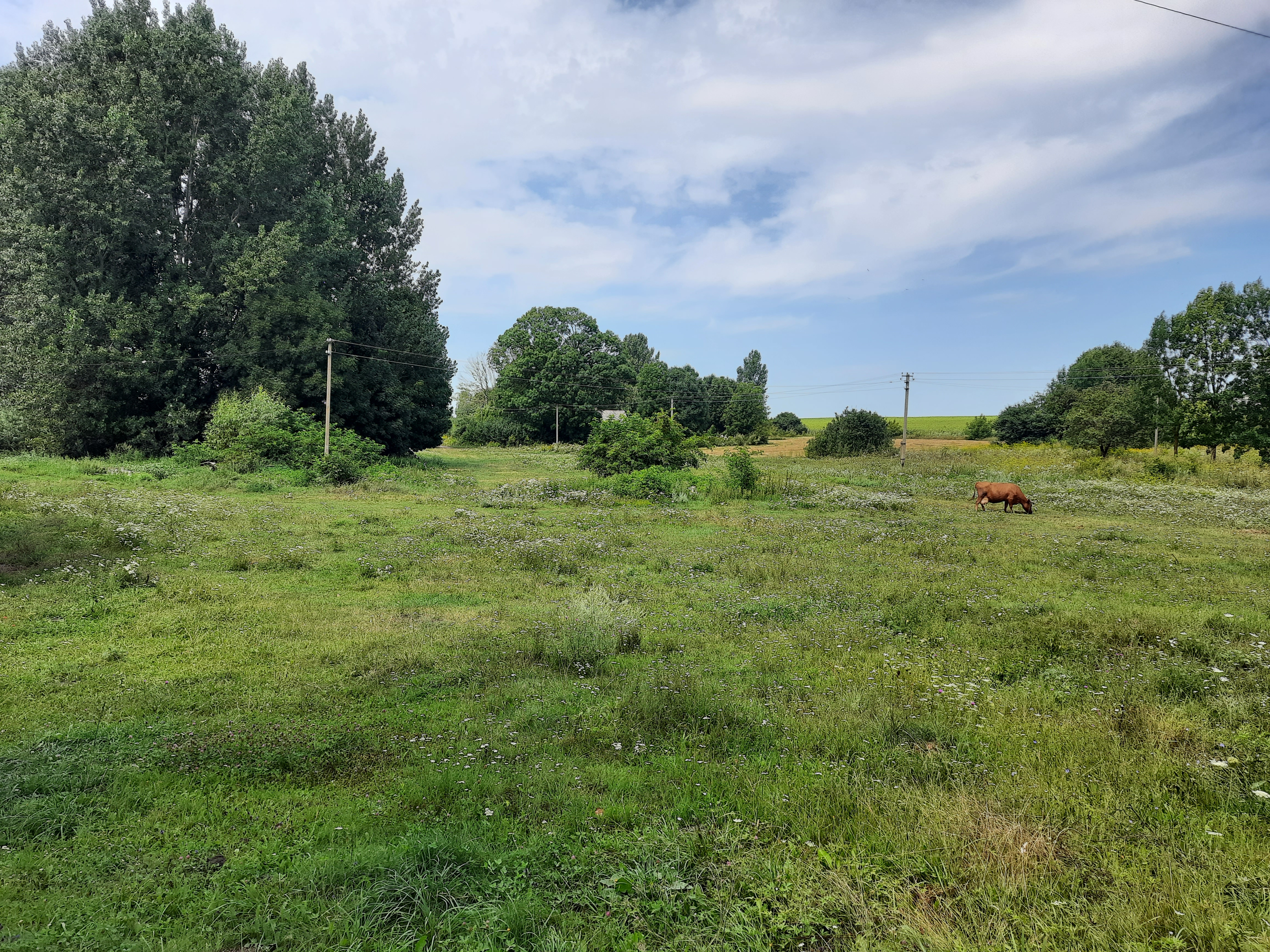
Краєвид біля села